# Polygala lasiosepala
Polygala lasiosepala är en jungfrulinsväxtart som beskrevs av Margaret Rutherford Bryan Levyns. Polygala lasiosepala ingår i släktet jungfrulinssläktet, och familjen jungfrulinsväxter. Inga underarter finns listade i Catalogue of Life.